# Північна Македонія на зимових Олімпійських іграх 2022
Північна Македонія взяла участь у зимових Олімпійських іграх 2022, що тривали з 4 до 20 лютого в Пекіні (Китай).
Збірна Північної Македонії складалася з трьох спортсменів, що змагалися у двох видах спорту. На церемонії відкриття прапор країни несли Ана Цветановська і Дардан Дехарі.

## Спортсмени
Кількість спортсменів, що беруть участь в Іграх, за видами спорту.
| Вид спорту          | Чоловіки | Жінки | Загалом |
| ------------------- | -------- | ----- | ------- |
| Гірськолижний спорт | 1        | 0     | 1       |
| Лижні перегони      | 1        | 1     | 2       |
| Загалом             | 2        | 1     | 3       |

## Гірськолижний спорт
Від Північної Македонії кваліфікувався один гірськолижник, що відповідав базовому кваліфікаційному критерію.

## Лижні перегони
Від Північної Македонії кваліфікувалися один лижник і одна лижниця, що відповідали базовому кваліфікаційному критерію.
Дистанційні перегони
| Ана Цветановська | 10 км класичним стилем серед жінок | Н/Д | 39:57.7 | +11:51.4 | 95 |

Спринт
| Спортсмен  | Дисципліна | Кваліфікація | Кваліфікація | Чвертьфінал | Чвертьфінал | Півфінал    | Півфінал    | Фінал       | Фінал       |
| Спортсмен  | Дисципліна | Час          | Місце        | Час         | Місце       | Час         | Місце       | Час         | Місце       |
| ---------- | ---------- | ------------ | ------------ | ----------- | ----------- | ----------- | ----------- | ----------- | ----------- |
| Ставре Яда | Чоловіки   | 3:29.13      | 86           | Не потрапив | Не потрапив | Не потрапив | Не потрапив | Не потрапив | Не потрапив |